# Kamienica Ginzburga w Białymstoku
Kamienica Ginzburga – zabytkowa kamienica w Białymstoku, wybudowana przed 1906 rokiem. Mieści się przy ul. Krakowskiej 1 (róg ulicy św. Rocha) naprzeciwko kościoła św. Rocha. Należała do żydowskiego kupca Szeftela Ginzburga. W okresie międzywojennym Chinka Ginzburg, wdowa po Szeftelu, prowadziła w budynku Hotel Metropol, będący w rzeczywistości największym domem publicznym w Białymstoku. Funkcjonował on z przerwami, wynikającymi z interwencji policyjnych w latach 1922–1923. Ponadto w różnych okresach mieściły się tu kawiarnia, herbaciarnia oraz gabinet ginekologiczny prowadzony przez Karola Ginzburga, dziedzica budynku i syna Szeftela. Po wojnie kamienicę przeznaczono na cele mieszkalne.